# Heteronychus paolii
Heteronychus paolii är en skalbaggsart som beskrevs av Gilbert John Arrow 1936. Heteronychus paolii ingår i släktet Heteronychus och familjen Dynastidae. Inga underarter finns listade i Catalogue of Life.